# Ministerstwo Szkolnictwa, Młodzieży i Sportu Czech
Ministerstwo Szkolnictwa, Młodzieży i Sportu Republiki Czeskiej (cz. Ministerstvo školství, mládeže a tělovýchovy České republiky, MŠMT) – utworzono na mocy ustawy nr 2/1969 Sb. o powołaniu ministerstw i innych centralnych organów administracji państwowej Czeskiej Republiki Socjalistyczne.

## Kompetencje
Wymieniona ustawa (w § 7) określa, że do zakresu obowiązków MŠMT należą:
- placówki przedszkolne,
- placówki szkolne,
- szkoły podstawowe,
- szkoły średnie,
- szkoły wyższe,
- polityka naukowa,
- badania i rozwój,
- współpraca naukowa,
- stopnie naukowe,
- opieki państwowej nad dziećmi i młodzieżą,
- rozwój kultury fizycznej,
- sport,
- turystyka,
- sportowymi reprezentacjami narodowymi[2].

Ustawa ta powołuje również podległą ministerstwu Czeską Komisję Szkolną.
Od 17 grudnia 2021 roku Ministrem Szkolnictwa, Młodzieży i Sportu jest Petr Gazdík z partii Burmistrzowie i Niezależni.

## Historia
Do 1655 roku czeską edukacją zarządzał kurator. Później (z siedzibą w Wiedniu) powstała dworska Komisja Badania (niem. Studienhofkommission). W 1848 roku utworzono ministerstwo pod nazwą Ministerstwo Nauczania Publicznego (niem. Ministerium des öffentlichen Unterrichtes), które zostało przemianowane na Ministerstwo Kultu i Edukacji (niem. Ministerium für Cultus und Unterricht). Założone w 1918 roku przez Urząd Nauczania i Świadomości Narodowej zostało wkrótce przemianowane na Ministerstwo Edukacji i Oświecenia Narodowego. W 1945 roku powstało Ministerstwo Szkolnictwa i Edukacji, a od roku 1953 Ministerstwo Szkolnictwa i Edukacji było częścią Ministerstwa Kultury, w ramach którego zarządzano czeską oświatą. Od 1988 urząd nosi nazwę Ministerstwa Szkolnictwa, Młodzieży i Sportu.

## Lista ministrów

### Czechy w składzie Czechosłowacji (do 1992 r.)
| Lp. |  | Minister          |  | Partia      | Okres urzędowania                     | Rząd |
| --- |  | ----------------- |  | ----------- | ------------------------------------- | --- |
| 1.  |  | Vilibald Bezdíček |  | KSČ         | 9 stycznia 1969 – 27 sierpnia 1969    | Rząd Stanislava Rázla |
| 2.  |  | Jaromír Hrbek     |  | KSČ         | 27 sierpnia 1969 – 7 lipca 1971       | Rząd Josefa Kempnego i Josefa Korčáka |
| 3.  |  | Josef Havlín      |  | KSČ         | 8 lipca 1971 – 8 października 1975    | Rząd Josefa Kempnego i Josefa Korčáka Drugi rząd Josefa Korčáka                                                                                          |
| 4.  |  | Milan Vondruška   |  | KSČ         | 8 października 1975 – 7 maja 1987     | Drugi rząd Josefa Korčáka Trzeci rząd Josefa Korčáka Czwarty rząd Josefa Korčáka Rząd Josefa Korčáka, Ladislava Adamca, Františka Pitry i Petra Pitharta |
| 5.  |  | Karel Juliš       |  | KSČ         | 8 maja 1987 – 11 października 1988    | Rząd Josefa Korčáka, Ladislava Adamca, Františka Pitry i Petra Pitharta                                                                                  |
| 6.  |  | Jana Synková      |  | KSČ         | 12 października 1988 – 4 grudnia 1989 | Rząd Josefa Korčáka, Ladislava Adamca, Františka Pitry i Petra Pitharta                                                                                  |
| 7.  |  | Milan Adam        |  | bezpartyjny | 5 grudnia 1989 – 29 czerwca 1990      | Rząd Josefa Korčáka, Ladislava Adamca, Františka Pitry i Petra Pitharta                                                                                  |
| 8.  |  | Petr Vopěnka      |  | bezpartyjny | 29 czerwca 1990 – 2 lipca 1992        | Rząd Petra Pitharta |

### Czechy
| Lp. |  | minister           |  | partia                                                   | Okres urzędowania | Rząd                                                               |
| --- |  | ------------------ |  | -------------------------------------------------------- | --- | ------------------------------------------------------------------ |
| 1.  |  | Petr Piťha         |  | KDS                                                      | 3 lipca 1992 – 27 kwietnia 1994 | Pierwszy rząd Václava Klausa                                       |
| 2.  |  | Ivan Pilip         |  | KDS                                                      | 2 maja 1994 – 2 czerwca 1997 | Pierwszy rząd Václava Klausa Drugi rząd Václava Klausa             |
| 3.  |  | Jiří Gruša         |  | bezpartyjny                                              | 3 czerwca 1997 – 2 stycznia 1998                                                                                                   | Drugi rząd Václava Klausa                                          |
| 4.  |  | Jan Sokol          |  | bezpartyjny, wskazany przez KDU-ČSL                      | 3 stycznia – 17 lipca 1998 | Rząd Josefa Tošovskiego                                            |
| 5.  |  | Eduard Zeman       |  | ČSSD                                                     | 22 lipca 1998 – 12 lipca 2002 | Rząd Miloša Zemana                                                 |
| 6.  |  | Petra Buzková      |  | ČSSD                                                     | 15 lipca 2002 – 4 września 2006 od 16 sierpnia rząd Jiříego Paroubka w stanie dymisji, funkcja ministra powierzona tymczasowo      | Rząd Vladimíra Špidli Rząd Stanislava Grossa Rząd Jiříego Paroubka |
| 7.  |  | Miroslava Kopicová |  | bezpartyjna                                              | 4 września 2006 – 8 stycznia 2007 od 11 października pierwszy rząd Mirka Topolánka w stanie dymisji, funkcja powierzona tymczasowo | Pierwszy rząd Mirka Topolánka                                      |
| 8.  |  | Dana Kuchtová      |  | SZ                                                       | 9 stycznia 2007 – 3 października 2007                                                                                              | Drugi rząd Mirka Topolánka                                         |
|     |  | Eva Bartoňová      |  |                                                          | 4 października 2007 – 2 listopada 2007 (p.o.)                                                                                      | Drugi rząd Mirka Topolánka                                         |
| 9.  |  | Martin Bursík      |  | SZ                                                       | 2 listopada 2007 – 4 grudnia 2007                                                                                                  | Drugi rząd Mirka Topolánka                                         |
| 10. |  | Ondřej Liška       |  | SZ                                                       | 4 grudnia 2007 – 8 maja 2009 | Drugi rząd Mirka Topolánka                                         |
| 11. |  | Miroslava Kopicová |  | bezpartyjna, wskazana przez ODS                          | 8 maja 2009 – 13 lipca 2010 | Rząd Jana Fischera                                                 |
| 12. |  | Josef Dobeš        |  | VV                                                       | 13 lipca 2010 – 31 marca 2012 | Rząd Petra Nečasa                                                  |
| 13. |  | Petr Fiala         |  | ODS                                                      | 2 maja 2012 – 10 lipca 2013 | Rząd Petra Nečasa                                                  |
| 14. |  | Dalibor Štys       |  | bezpartyjny                                              | 10 lipca 2013 – 29 stycznia 2014                                                                                                   | Rząd Jiříego Rusnoka                                               |
| 15. |  | Marcel Chládek     |  | ČSSD                                                     | 29 stycznia 2014 – 17 czerwca 2015                                                                                                 | Rząd Bohuslava Sobotki                                             |
| 16. |  | Kateřina Valachová |  | ČSSD (do września 2015 bezpartyjna, wskazana przez ČSSD) | 17 czerwca 2015 – 21 lipca 2017 | Rząd Bohuslava Sobotki                                             |
| 17. |  | Stanislav Štech    |  | ČSSD                                                     | 21 lipca 2017 – 13 grudnia 2017 | Rząd Bohuslava Sobotki                                             |
| 18. |  | Robert Plaga       |  | ANO 2011                                                 | 13 grudnia 2017 – 17 grudnia 2021                                                                                                  | Pierwszy rząd Andreja Babiša Drugi rząd Andreja Babiša             |
| 19. |  | Petr Gazdík        |  | Burmistrzowie i Niezależni                               | 17 grudnia 2021 – nadal | Rząd Petra Fiali                                                   |